# Sanctuaire Notre-Dame de Madhu
Le sanctuaire Notre-Dame de Madhu est un édifice religieux catholique et sanctuaire marial dans le district de Mannar au Sri Lanka. Relevant du diocèse de Mannar (en), il n'en a pas moins le statut de sanctuaire national.
Avec une histoire de plus de 400 ans, ce sanctuaire est le lieu de pèlerinage le plus important de l'Église catholique au Sri Lanka. Les grands pèlerinages du 2 juillet et du 15 août attirent chaque année 600 000 chrétiens, bouddhistes, hindous et musulmans. 
Situé au cœur de la zone de la guerre civile sri-lankaise, le sanctuaire a accueilli, pendant le conflit, un camp de réfugiés. Il a été bombardé à plusieurs reprises. Le caractère interreligieux du sanctuaire en fait aujourd'hui un lieu privilégié de réconciliation nationale. 

## Sources
- Yves Kerihuel, « Madhu, l'âme du Sri Lanka », La Croix,‎ 10 janvier 2015 (lire en ligne ).